# Gerardo Barrios
Pour les articles homonymes, voir Barrios.
José Gerardo Barrios Espinoza, plus connu sous le nom de Gerardo Barrios (né le 24 septembre 1813 à San Juan Lempa et mort le 29 août 1865 à San Salvador) est un homme d'État salvadorien qui a été président du Salvador de 1859 à 1863.